# 대부: 끝나지 않은 이야기
대부: 끝나지 않은 이야기(프랑스어: Les Lyonnais, 영어: A Gang Story)는 2011년 공개된 프랑스의 영화이다. 이 영화는 올리비에 마르샬 감독의 2011년 프랑스 드라마 영화로, 실제 인물 미셸 네이레를 모티브로 삼았다.

## 줄거리
이야기는 '모몽' 비달이라는 인물을 중심으로 전개된다. 젊은 시절부터 범죄에 가담했던 모몽은 친구 세르주 수텔과 함께 리옹의 갱단에서 활동한다. 이들은 무장 강도, 마약 거래 등 각종 범죄에 연루되며 위험한 삶을 이어간다. 시간이 흘러 나이가 든 모몽은 과거를 청산하고 가족과 평범한 삶을 살아가려 하지만, 그의 과거는 끊임없이 그를 따라다니며 현재의 삶을 위협한다. 특히, 과거 갱단 동료였던 인물들이 다시 등장하면서 모몽은 피할 수 없는 갈등과 위기에 직면한다. 영화는 모몽의 과거와 현재를 교차하며 그의 파란만장한 삶과 그 속에서 겪는 고뇌를 보여준다. 또한, 폭력적인 범죄 세계의 어두운 단면과 그 속에서 살아가는 인물들의 복잡한 심리를 현실적으로 묘사한다.

## 출연

### 주연
- 제랄드 랑뱅
- 체키 카리오

### 조연
- 다니엘 듀발
- 패트릭 카탈리포
- 프랑수아 레방탈
- 프란시스 레노드
- 발레리아 카발리
- 에스텔 스코닉
- 올리비에 라보르딘
- 디미트리 스토로지

## 기타
- 프로듀서: 시릴 콜뷰 저스틴
- 프로듀서: 장 밥티스트 듀퐁